# Турівка (гміна)
Гміна Турівка  (пол. Gmina Turówka)— колишня сільська гміна у Скалатському повіті Тернопільського воєводства Другої Речі Посполитої. Адміністративним центром гміни було село Турівка.
Гміна утворена 1 серпня 1934 року на підставі нового закону про самоуправління (23 березня 1933 року).
Площа гміни — 83,66 км²

Кількість житлових будинків — 1633

Кількість мешканців — 7735
Гміну створено на основі попередніх гмін: Турівка, Фащівка, Кокошинці, Мала Лука, Рожиськ, Тарноруда.